# Swertia subnivalis
Swertia subnivalis är en gentianaväxtart som beskrevs av T. C. E. Fries. Swertia subnivalis ingår i släktet Swertia och familjen gentianaväxter. Inga underarter finns listade i Catalogue of Life.